# Турсунов, Ойбек Батырович
Ойбе́к Баты́рович Турсу́нов (узб. Oybek Botirovich Tursunov) — узбекистанский предприниматель и государственный служащий. Ойбек Турсунов женат на Саиде Мирзиёевой, старшей дочери действующего президента Узбекистана Шавката Мирзиёева. Сразу после избрания Мирзиёева президентом  Ойбек Турсунов получил должность заместителя главы Администрации президента. Также в разное время контролировал основную платёжную систему Узбекистана Uzcard и был контролирующим акционером «Капиталбанка», одного из крупнейших частных банков страны.

## Ранняя биография
Ойбек Турсунов родился в семье служащего КГБ СССР Батыра Турсунова. В независимом Узбекистане Турсунов-старший стал одним из самых влиятельных силовиков, в конце 1990-х он некоторое время возглавлял Главное управление борьбы с терроризмом и экстремизмом МВД Узбекистана.
Уже в период правления президента Ислама Каримова семья Турсуновых играла важную роль в политической жизни страны и укрепила положение через брак Ойбека Турсунова с Саидой Мирзиеёвой, старшей дочерью в то время премьер-министра Узбекистана Шавката Мирзиёева. По данным узбекистанской редакции «Озодлика», какое-то время Ойбек Турсунов провёл в Москве, где представлял государственную железнодорожную компанию Узбекистана. Возможно, пребывание в России была связано с конфликтом Турсунова с преступной группировкой в Ташкенте. В 2005 году, после беспорядков в Андижане, Батыр Турсунов потерял влияние в МВД, однако впоследствии всё равно был назначен на пост главы Национального центрального бюро Интерпола.
Как и остальные члены семьи Шавката Мирзиёева, Ойбек Турсунов впервые появился на публике в день президентских выборов в Узбекистане 4 декабря 2016 года.

## Государственная служба
Вскоре после инаугурации президент Мирзиёев назначил на главные посты в государстве ближайших членов семьи. Саида Мирзиёева была назначена заместителем директора Агентства информации и массовых коммуникаций при Администрации президента. Батыр Турсунов стал руководителем Нацгвардии Узбекистана, затем в 2020 году возглавил Службу государственной безопасности. Брат Ойбека, Улукбек Турсунов, занял должность заместителя начальника ГУВД Ташкента.
Ойбек Турсунов получил должность заместителя главы управления делами Администрации президента. По сообщениям близких к государственному аппарату источников, Турсунов уже в 2017 году выступал в качестве основного руководителя администрации президента. В 2017 году он отвечал за строительство новой президентской резиденции в посёлке Байткурган под Ташкентом. Для этого вдоль берега реки Чирчик на территории нескольких гектаров были снесены десятки домов, а улицы были расширены. Источники «Радио Озодлик» сообщали, что в отделке резиденции использовали голубой мрамор из Аргентины и кристаллы Swarovski. Шавкат Мирзиёев переехал в новую резиденцию в день своего 60-летия. Из утечек госзакупок следовало, что в 2018 году Турсунов занимал должность генерального директора дирекции государственных резиденций Управления делами ФХД (Финансово-хозяйственного департамента) администрации президента.

## Бизнес
«Радио Озодлик» считает, что Ойбек Турсунов при всей непубличности является одним из самых влиятельных бизнесменов Узбекистана. С приходом Шавката Мирзиёева к власти Турсунов к 2023 году основал по меньшей мере девять компаний, взял под контроль ценные участки недвижимости в Ташкенте и других регионах страны. Сообщалось, что после многочисленных проверок крупнейший оптовый рынок Узбекистана «Абу Сахий», ранее принадлежавший зятю Ислама Каримова Тимуру Тилляеву, перешёл в собственность Турсунова и второго зятя Отабека Умарова.
В мае 2020 года Ойбек Турсунов стал владельцем 75 % ООО «Единый общереспубликанский процессинговый центр» (ЕОПЦ), который работает под брендом межбанковской платёжной системы Uzcard (оставшиеся 25% принадлежали самой компании). Uzcard — национальная платёжная система Узбекистана, обеспечивавшая эквайринг для 29 банков Узбекистана и 40 платежных агрегаторов, а также 17 млн банковских карт Uzcard. Сделка совпала по времени с решением государства перевести пенсионные начисления с платёжной системы Humo Народного банка на карты Uzcard. Однако уже спустя несколько месяцев доля Турсунова перешла пяти национальным банкам Узбекистана, вскоре они передали свои доли в Uzcard Агентству по управлению госактивами (АУГА). В октябре 2022 АУГА продала весь пакет за 210,1 млрд сумов четырём физлицам. Трое из них внесли доли в новое юрлицо «ИМЦ-Капитал» (IMC-Capital). Единственным учредителем IMC-Capital является неизвестная Berill Holding Company Limited, зарегистрированный в ОАЭ с уставным капиталом в $1000.
В 2019 году компания Promadik Invest (доля Турсунова — 93,4%) выкупила 35 % акций «Капиталбанка». В ноябре 2021 года он увеличил свою долю в уставном фонде до 50 %. В январе 2022 года Турсунов продал часть своих акций «Телекоминвесту» — одной из дочерних компаний бизнесмена Алишера Усманова — и был исключен из списка аффилированных лиц «Капиталбанка». После вторжения России на Украину Усманов попал в санкционные списки западных стран и в марте 2022 продал доли «Телекоминвеста» и Finance TCI давним соратникам и бывшим топ-менеджерам своего холдинга — Ирине Лупичевой и Борису Добродееву. Вероятно, Турсунов в конце 2022 года продавал акции банка на биржевых торгах компании Finance TCI. По данным ЦБ Узбекистана, на 1 февраля 2023 года Капиталбанк был крупнейшим частным банком страны по размеру активов и седьмым по размеру активов среди всех банков.
СМИ также сообщали, что Турсунов владеет ресторанами «Куранты», «Оби хаёт», «Трюфель» и Nobel, и гостиницей «Шодлик Палас» в Ташкенте.

## Скандалы
В ноябре 2020 года мэр Ташкента Джахонгир Артыкходжаев бесплатно выделил компании Urban Developers земельный участок площадью 6 га минимальной стоимостью в 108,6 млрд сумов ($11,4 млн). Компания была зарегистрирована за месяц до передачи земли и на 97 % акций принадлежала ODORATUS BUSINESS LLP. Она, в свою очередь, через несколько компаний-прокладок принадлежала компании Promadik Invest, главным акционером которой являлся Ойбек Турсунов. На участке планировали снести находящиеся там магазины и построить «многопрофильный торгово-развлекательный комплекс». В результате около 100 предпринимателей обратились с жалобами в Антимонопольный комитет и к президенту Узбекистана. В декабре 2020 года Urban Developers опровергла наличие связи с Турсуновым. В январе 2021 года Чиланзарский районный суд Ташкента по административным делам признал сделку незаконной.
В 2021 году «Радио Озодлик» обнаружило в данных госзакупок за 2018 год, что Ойбек Турсунов купил на бюджетные средства набор настольных принадлежностей Montblanc за более чем $6 тысяч.
В августе 2022 года лидер сепаратистского движения «Алга Каракалпакстан» Аман Сагидуллаев заявил, что президент Мирзиёев переписывает заводы и фабрики на своих приближённых. В частности, Ойбеку Турсунову через фирмы в арабских странах принадлежит Кунградский содовый завод в Элабаде.

## Личная жизнь
У Ойбека Турсунова и Саиды Мирзиёевой трое детей:  сын Миромон, средняя дочь Саодат и младший сын Шавкат, родившийся в 2020 и названный в честь деда-президента.
Ойбека Турсунова связывают дружественные связи с наследным принцем Дубая Хамданом ибн Мохаммедом аль-Мактумом. В 2019 году принц приезжал в Узбекистан для участия в соколиной охоте на дроф-красоток, включённых в Красную книгу Узбекистана. После охоты зятья президента Ойбек Турсунов и Отабек Умаров устроили принцу праздничный обед. В июне 2019 года Ойбек Турсунов также приезжал на свадьбу сыновей эмира Дубая шейха Мухаммада бин Рашида аль-Мактума.
Известно, что Ойбек Турсунов близок с главой Чечни Рамзаном Кадыровым.